# Louis-Marie Pineau
Louis-Marie Pineau, né le 16 août 1842 à La Tourlandry (Maine-et-Loire) — dans le diocèse d'Angers — et mort le 14 janvier 1921 à Beaupréau, est un missionnaire catholique français, vicaire apostolique du diocèse de Vinh au Tonkin.

## Biographie
Louis-Marie Pineau est le fils de Louis Pineau et de Perrine Malinge, métayers à la Tourlandy. Enfant il est un temps privé de l'usage de ses jambes. Ses pieux parents ont eu recours à la puissante intercession du Bienheureux Louis-Marie Grignion de Montfort. Il poursuit ses études au collège de Combrée et entre le 15 juillet 1863 aux Missions étrangères de Paris (MEP) où il est ordonné prêtre le 26 mai 1866. Il part en 1886 pour la mission du Tonkin méridional — devenu République démocratique du Viêt Nam — dans le diocèse de Vinh, dès le 15 juillet de la même année.

## Ministère au Tonkin
Louis-Marie Pineau exerce son ministère dans les paroisses de Trang Nua, Dong Trang puis Thu Ky. Il dirige le district de Quing Lau de 1882 à 1884 puis celui de Binh Chinh deux ans plus tard. En 1885, éclate une persécution menée par les mandarins d'Annam contre les chrétiens. Il est nommé vicaire apostolique du diocèse de Vinh le 21 mai 1886 et consacré évêque titulaire in partibus de Calama (de) par Paul-François Puginier vicaire apostolique du Tonkin-Occidental, avec comme co-consécrateurs Wenceslao Oñate (es), José Terrés et Antonio Colomer, le 24 octobre 1886 en pleine tourmente où il succède à Yves-Marie Croc, vicaire du Tonkin méridional depuis 1877, mort le 11 octobre 1885 au sanatorium de Béthanie à Hong-Kong.
Après l'expédition du Tonkin, la situation met plusieurs années à se stabiliser et il reconstruit les missions. Il fonde vingt-trois paroisses nouvelles et fait construire une trentaine d'églises. Pendant son vicariat, il ordonne plus de quatre-vingts prêtres autochtones.
De passage en France en 1900, il en profite pour consacrer la nouvelle église Saint-Vincent de La Tourlandry, son village natal, le 5 septembre. Le 6 octobre 1901, il est coconsécrateur de Jean-Marie Mérel, vicaire apostolique du Kouong-Tong en Chine méridionale, à la cathédrale du Sacré-Cœur de Canton.

## Retour en France
En 1909, âgé de 67 ans, sentant sa santé s'affaiblir par le climat tropical et ne se jugeant plus capable d'assurer ses fonctions, il rentre en France et présente sa démission au Saint-Siège le 2 juin 1910. Il se retire à la maison Saint-Martin de Beaupréau. Il y meurt à l'âge de 78 ans, le 14 janvier 1921. Selon sa volonté il est inhumé dans sa commune natale, dans la chapelle du Saint-Sépulcre du cimetière de la Tourlandry, le 18 janvier 1921.

## Hommages
Suivant l'aumônier de Saint-Martin de Beaupréau : 

« il fut le premier à atteindre cette longévité, avec 44 ans de mission au Tonkin. Comme il le souligne dans sa lettre, sa vie peut se résumer en deux mots, bon exemple toujours et partout. Il faisait peu de bruit, vivant ordinairement seul dans sa chambre occupé à prier pour son cher Tonkin. Avec ses confrères, il était bon, aimable. Il était d'une déférence d'enfant qui m'édifiait »

.

Selon François Uzureau, chanoine et historien : 

« Condamné au repos, sa plus grande souffrance fut d'abandonner sa chère mission du Tonkin. Autant son cœur de jeune prêtre avait senti le déchirement quand il quitta la France, autant il fut broyé, quand, pour y revenir, il dut se séparer des âmes dont il était pasteur intrépide »

.